# Bohdana Froljak

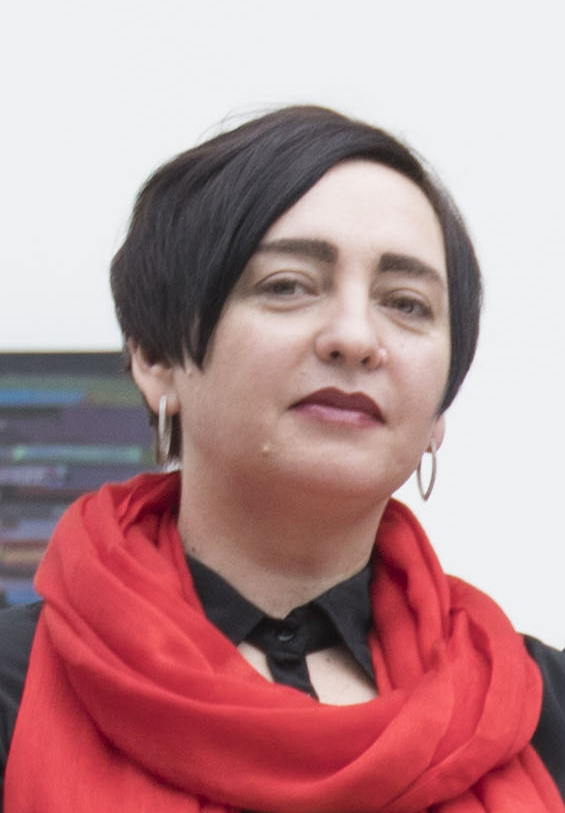
Bohdana Froljak, 2017

Bohdana Oleksijiwna Froljak (ukrainisch Богдана Олексіївна Фроляк, deutsche Schreibweise der Namen auch Bogdana, Alexejewna bzw. Froliak; * 5. Mai 1968 in Wydyniw, Ukrainische SSR) ist eine ukrainische Komponistin und Hochschullehrerin.

## Leben
Geboren in der kleinen Gemeinde Wydyniw (ukrainisch Ви́динів) im südwestukrainischen, damals noch zur Sowjetunion, heute zur Republik Ukraine gehörenden Oblast Iwano-Frankiwsk, erhielt Bohdana Froljak ihre frühe musikalische Ausbildung bei dem dortigen, in Polen ausgebildeten Dorflehrer Vasyl Kufliuk. Sie studierte Klavier und Komposition am Salome-Kruschelnytska-Musikinternat in Lwiw (Lemberg). Nach dem Abschluss 1986 setzte sie ihre Ausbildung bis zum Abschluss 1991 am Mykola-Lyssenko-Konservatorium in Lwiw bei Volodymyr Flys und Myroslaw Skoryk fort. Im selben Jahr erhielt sie selbst einen Lehrauftrag für Komposition am Konservatorium. 1998 beendete sie am Lemberger Konservatorium ein Postgraduate-Studium bei Skoryk und Hennadii Liaschenko. Ergänzend besuchte sie 2009 Kurse am Institut für Komposition und am Institut für Zeitgenössische Musik und Jazz an der Musikakademie im polnischen Krakau.
Mit ihren Werken ist Froljak vielfach bei Festivals zeitgenössischer Musik in der Ukraine (u. a. „Contrasts“ Lwiw, „Two Days and Two Nights of New Music“ in Odessa, „Kyiv Music Fest“ in Kiew) sowie in vielen anderen Ländern präsent. Sie ist Mitglied der Nationalen Union der Komponisten der Ukraine und der ukrainischen Sektion der Internationalen Gesellschaft für Neue Musik. Ihre Schwester Hanna Hawrylez war ebenfalls Komponistin.

## Preise, Auszeichnungen (Auswahl)
- 2000: Lewko-Rewuzkyj-Preis des Ministeriums für Kultur und Künste der Ukraine
- 2001: Stipendiatin der Ernst von Siemens Musikstiftung und der Stiftung der Freunde des Warschauer Herbstes
- 2005: Stipendiatin von Gaude Polonia des polnischen Kulturministeriums[6]
- 2005: Borys-Ljatoschynskyj-Staatspreis für Komposition
- 2017: Taras-Schewtschenko-Preis

## Werke (Auswahl)

### Orchester
- Konzert für Violine und Orchester (1991–1996)
- Музика класична (Musica classica) für Streichorchester „In Erinnerung an Volodymyr Flys“ (1994)
- Sinfonie Nr. 1 in zwei Sätzen „Orbis Terrarum“ (1997/1998)
- Intermezzo Nr. 2 für Violoncello und Streichorchester (1999)
- Konzert für Klavier (für junge Interpreten) und Orchester (1999/2000)
- Vestigia für Violine, Viola und Streichorchester (2003)
- Konzert für Klarinette und Orchester (2004/2005)
- Dämmerung für Klarinette und Streicher (2005)
- Просвітленн (Klärung) für Violoncello und Streicher (2006)
- Sinfonie Nr. 2 (2009)
- Konzert für Klavier und Orchester (2012)

### Solo, Duo und Kammermusik
- Sonate für Viola und Klavier „Pastorale“ (1994)
- Intermezzo für Streichquartett „Zum Gedenken an die Opfer von Tschernobyl“ (1996)
- Sequenzen für Bläserquintett (1996)
- Музика (Musik) für Blechbläserquintett und Klavier (1997)
- Fragmente für Klarinette, Bassklarinette, Klavier und Drymba (1998)
- Гра інтервалів (Spiel mit Intervallen). Kinderzyklus für Klavier (2000)
- Vestigia für Altflöte und Streichquartett (2000)
- В тіні забутої величі (Im Schatten vergessener Größe) für Klavierquartett (2001)
- …як же кажете ви до моєї душі: „Відлітай ти на гору свою, немов птах?“ (…wie du zu meiner Seele sagst: „Fliegst du wie ein Vogel zu deinem Berg?“) nach den Psalmen Davids für Kammerensemble (2001)
- Stück für Klavier solo (2004)
- Partita–Meditation für zwei Violinen (2007)
- Lamento für Klaviertrio (2007/2008)
- Suite in C für Violoncello und Klavier (2008)
- Inventionen für acht Violoncelli (2009)

### Vokalmusik
- Проєкції (Projektionen) nach Worten von Bohdan Rubchak[7] für Sopran und Kammerensemble (1995)
- Б'є дзвон (Die Glocke schlägt) nach Worten von Bohdan-Ihor Antonytsch und Wassyl Barka für Sopran und Klavier (2001)
- „У воздухах плавають ліси…“ (Wälder schweben in der Luft) nach Versen von Wassyl Stefanyk und Nasar Hontschar für gemischten Chor, Klarinette, Violoncello, Klavier und Streichorchester (2002)
- Kyrie eleison für gemischten Chor und Streichorchester (2004)
- Agnus Dei für gemischten Chor und Streichorchester (2006)
- Jak modlitwa (Wie ein Gebet) nach Versen von Adam Zagajewski für Sopran und Orchester (2007)